# João (esposo de Prejecta)
João (em latim: Ioannes; em grego: Ἰωάννης) foi um nobre bizantino do século VI, ativo durante o reinado do imperador Justiniano I (r. 527–565). Era filho de Pompeu e neto de Hipácio. Em 546/8, entre o retorno de Artabanes para Constantinopla em 546 e a morte da imperatriz Teodora (r. 527–548) em junho de 548, casou-se com Prejecta, sobrinha de Justiniano. Sua morte, ocorrida em 566/7, foi celebrada em versos pelo poeta Juliano nos quais alude que era da família do imperador Anastácio I (r. 491–518) e genro de uma rainha, ou seja, Vigilância. O poema foi incluído no Ciclo de Agátias e em seu lema é descrito erroneamente como genro da imperatriz Eufêmia (r. 518–524).